# John Mitchum
John Mitchum (6 de septiembre de 1919 - 29 de noviembre de 2001) fue un actor norteamericano desde los años 1940 a los 1970 en película y televisión. Al comienzo de su carrera era acreditado como Jack Mitchum.

## Primeros años
Mitchum nació en Bridgeport, Connecticut, de Ann Harriet Mitchum (nacida como Gunderson) y James Thomas Mitchum, que murió en un accidente de patio de maniobras accidente siete meses antes de que  naciera. Era el hermano más joven de Julie Mitchum y Robert Mitchum. Sirvió en el Ejército de Estados Unidos en Florida y Hawái.

## Carrera
Mitchum apareció inicialmente en papeles no remunerados (p. ej., Infierno en las nubes, 1951) y en papeles adicionales antes de recibir gradualmente repartos de personajes más grandes. Apoyó a su hermano más famoso en varias ocasiones, y se hizo conocido como el inspector amigable y amante de la comida Frank DiGiorgio en las primeras tres películas de la serie Harry el Sucio. Mitchum fue uno de los únicos cinco actores que aparecen en más de un filme de esta serie (los otros fueron Clint Eastwood, Harry Guardino, Albert Popwell, y Michael Currie), y con Eastwood, Currie y Guardino, fue uno de los cuatro únicos actores en interpretar el mismo personaje en cada aparición. Su personaje fue asesinado en la tercera película, The Enforcer.
En 1958, Mitchum participó en dos episodios del drama criminal Richard Diamond, Private Detective, protagonizado por David Janssen. Interpretó a Joe en el episodio "Short Haul" y Jimmy Logan en "Bungalow Murder".
El 15 de septiembre de 1959, Mitchum apareció en el primer episodio "Stage Stop" de la serie del Wéstern Laramie.
Mitchum fue elegido en 1960 para el papel de Pickalong durante 10 episodios de la serie wéstern Riverboat, protagonizada por Darren McGavin. El mismo año, apareció en la serie del western The Rebel, protagonizada por Nick Adams. También apareció como Hal Swanson en el episodio de 1960 "Silver Killers" de la serie wéstern Tombstone Territory.
De 1965 a 1967, Mitchum tuvo el papel recurrente de Trooper Hoffenmueller en 11 episodios de la comedia de situación F Troop, protagonizada por Forrest Tucker , Larry Storch y Ken Berry. En el episodio de Batman "Surf's Up! Joker's Under!" de 1967, protagonizó el personaje Hot Dog Harrigan.
Mitchum fue escritor, poeta, cantante y guitarrista. Una autobiografía / biografía sobre su vida y carrera y la de su hermano Robert se publicó en 1998, llamada Them Ornery Mitchum Boys. Compuso la pieza "America, Why I Love Her", que John Wayne incluyó en su libro y álbum del mismo nombre. La pieza y un cortometraje con la narración de Wayne fueron emitidos por muchas estaciones de televisión en las cartas de ajuste antes de que las estaciones comenzaran a transmitirse las 24 horas del día a finales de los años setenta y principios de los ochenta. A Wayne se le atribuye erróneamente la composición de la pieza.

## Fallecimiento
Mitchum murió el 29 de noviembre de 2001, tras las complicaciones de tres ictus. Tenía 82 años.

## Filmografía seleccionada

### Con Clint Eastwood
| - Paint Your Wagon (1969) - Jacob Woodling - Dirty Harry (1971) - Frank De Georgio - High Plains Drifter (1973) - Warden - Magnum Force (1973) - Frank De Georgio - The Outlaw Josey Wales (1976) - Al - The Enforcer (1976) - Frank De Georgio |

### Otros apariciones
| - The Prairie (1947) - Asa Bush - The Devil's Sleep (1949) - Interno - The Pace That Thrills (1952) - Blackie Meyers - Perils of the Wilderness (1956) - Brent - The Man Is Armed (1956) - Oficial - 5 Steps to Danger (1957) - Deputy - Up in Smoke (1957) - Desk Sergeant - Cole Younger, Gunfighter (1958) - Rand City Bartender - Battle Flame (1959) - Maj. Dowling - The Sergeant Was a Lady (1961) - MP #1 - Hitler (1962) - Hermann Goering - El virginiano (1963 episode "Echo of Another Day") como Madison - Pistolas en la frontera (1963) - Tex | - Camino de Oregón (1967) - Little Henry - Bandolero! (1968) - Cliente de la Casa de Baños - Chisum (1970) - Baker - Bigfoot (1970) - Elmer Briggs - Do Not Fold, Spindle, or Mutilate (1971) - Mr. Tubbs - Chandler (1971) - Rudy, Bartender - Bloody Trail (1972) - Hoss - The World Through the Eyes of Children (1975) - Predicador - Nevada Express (1975) - Red Beard - Pipe Dreams (1976) - Franklin - Telefono (1977) - Harry Bascom - Where's Willie? (1978) - Jake Spanner, Private Eye (1989) - J.P. Spanner |